# Lysandra osmarr
Lysandra osmarr är en fjärilsart som beskrevs av Gerhard 1853. Lysandra osmarr ingår i släktet Lysandra och familjen juvelvingar. Inga underarter finns listade i Catalogue of Life.